# Mukadi Bonyi
Mukadi Bonyi (* 1. November 1948 in Luebo; † 6. Februar 2015 in Kinshasa) war ein kongolesischer Jurist mit belgischer Staatsbürgerschaft. Bis 2006 war er Professor an der Universität Kinshasa.

## Ausbildung und beruflicher Werdegang
Seine universitäre Ausbildung begann Bonyi am Collège Saint Georges in Gandajika, das er 1969 abschloss. Bereits ein Jahr später erwarb er den Bachelor der rechtswissenschaftlichen Fakultät der Universität Lubumbashi. 1974 erwarb er einen weiteren Bachelor-Abschluss an der Universität Kinshasa. Im selben Jahr wurde er Mitarbeiter dieser Hochschule. Zunächst war er als wissenschaftlicher Mitarbeiter, später als wissenschaftlicher Assistent angestellt. Im Jahr 1980 wechselte er an die Université catholique de Louvain, wo er ebenfalls als wissenschaftlicher Mitarbeiter tätig war. 1984 wurde Bonyi dort mit einer Arbeit zum Sozialrecht zum Doktor der Rechte promoviert. Nach der Rückkehr in sein Heimatland wurde er zum Professor an der Universität Kinshasa ernannt. Dort leitete er die Abteilung für Privat- und Prozessrecht und war zugleich Leiter des Instituts für Sozialrecht. Zugleich war er Berater des kongolesischen Präsidenten. 2002 wurde Bonyi für eine Stelle als Richter am Internationalen Seegerichtshof in Hamburg nominiert. Die Regierung der Demokratischen Republik Kongo zog die Kandidatur aber zurück. Später arbeitete Bonyi als Rechtsanwalt und war am Obersten Gerichtshof der Demokratischen Republik zugelassen. Als solcher war er 2005 Berater seines Heimatlandes im Rahmen eines Rechtsstreits mit Uganda vor dem Internationalen Gerichtshof.

## Sonstiges
Im Wahlkampf 2006 engagierte sich Bonyi für Oscar Kashala Lukumuenda. Am 8. Juni 2006 wurde er von der Polizei verhaftet, die ihm vorwarf, mit Waffen gehandelt zu haben. Aufgrund seiner belgischen Staatsbürgerschaft wurde er am 15. Juni 2006 abgeschoben. Bonyi sprach neben seiner Muttersprache Tshiluba auch Englisch, Französisch und Niederländisch, sowie Lingála und Swahili.

## Publikationen (Auswahl)
- La responsabilité des magistrats: étude comparative des droits congolais et français. Centre de recherche en droit social, Brüssel 2010, ISBN 978-99951-6124-8.
- Situation juridique de la femme au travail en République Démocratique du Congo. In:  Revue critique de droit du travail et de la sécurité sociale. 10, 1999, S. 37–43.
- mit Katuala Kaba Kashala: Procedure Civile. Batena Ntambua, Kinshasa 1999.